# Джордже Попович
Джордже Попович (на сръбски: Ђорђе Поповић или Đorđe Popović), известен като Даничар, e сръбски писател, журналист и дипломат.

## Биография
Попович е роден в 1832 година в Буковац, Австрийска империя. Редактира списанията „Седмица“, „Сръбски дневник“ и „Даница“. Първият брой на „Даница“ излиза на 20 февруари 1860, а последният на 20 август 1872 г. Излиза десетдневно в Нови Сад, с прекъсване от август 1871 до май 1872 г. Попович започва списанието и го редактира от първия брой до август 1871 г. По името на списанието получава прякора Даничар. Библиотекар е на Народната библиотека в Белград. На 21 януари 1862 година стана член-кореспондент на Дружеството за сръбска словесност. На 29 юли 1864 година дописен член на Сръбското научно дружество, а от 30 януари 1885 година е редовен член в отдела за философски и филологически науки. На 15 ноември 1892 година става почетен член на Сръбската кралска академия. От 1 юни 1888 година до 6 октомври 1899 година е скопски сръбски консул.